# ابسیدین (آلبوم باثز)
ابسیدین (به انگلیسی: Obsidian) دومین آلبوم استودیویی از موسیقی‌دان آمریکایی باثز می‌باشد که در ۲۸ مهٔ سال ۲۰۱۳ از سوی انتیکون منتشر گردید. از این آلبوم با تک‌آهنگ «آسمان میازمایی» که در ۶ مارس سال ۲۰۱۳ منتشر گردید، استقبال شد.
ابسیدین به‌طور کلی با تحسین از سوی منتقدان روبه‌رو شد و از سوی وب‌سایت پیچفورک عنوان «بهترین موسیقی جدید» را دریافت نمود. این آلبوم همچنین به ترتیب در جایگاهٔ پانزدهم جدول آلبوم‌های برتر رقص/الکترونیک و شانزدهم جدول هیت‌سیکرز بیلبورد قرار گرفت.